# Лаптев, Иннокентий Павлович
Иннокентий Павлович Лаптев (16 (28) ноября 1872 — 24 сентября (7 октября) 1917) — общественный деятель, депутат Государственной думы Российской империи I и II созывов от Сибирского казачьего войска, член Государственного совета Российской империи.

## Биография
Родился в станице Павлодарская.
Среднее образование получил в Омской мужской классической гимназии, затем учился в Лазаревском институте восточных языков в Москве. После окончания обучения в институте работал в Омской казённой палате, затем податным инспектором в Каркаралах, Кузнецке Саратовской губернии и Павлодаре.

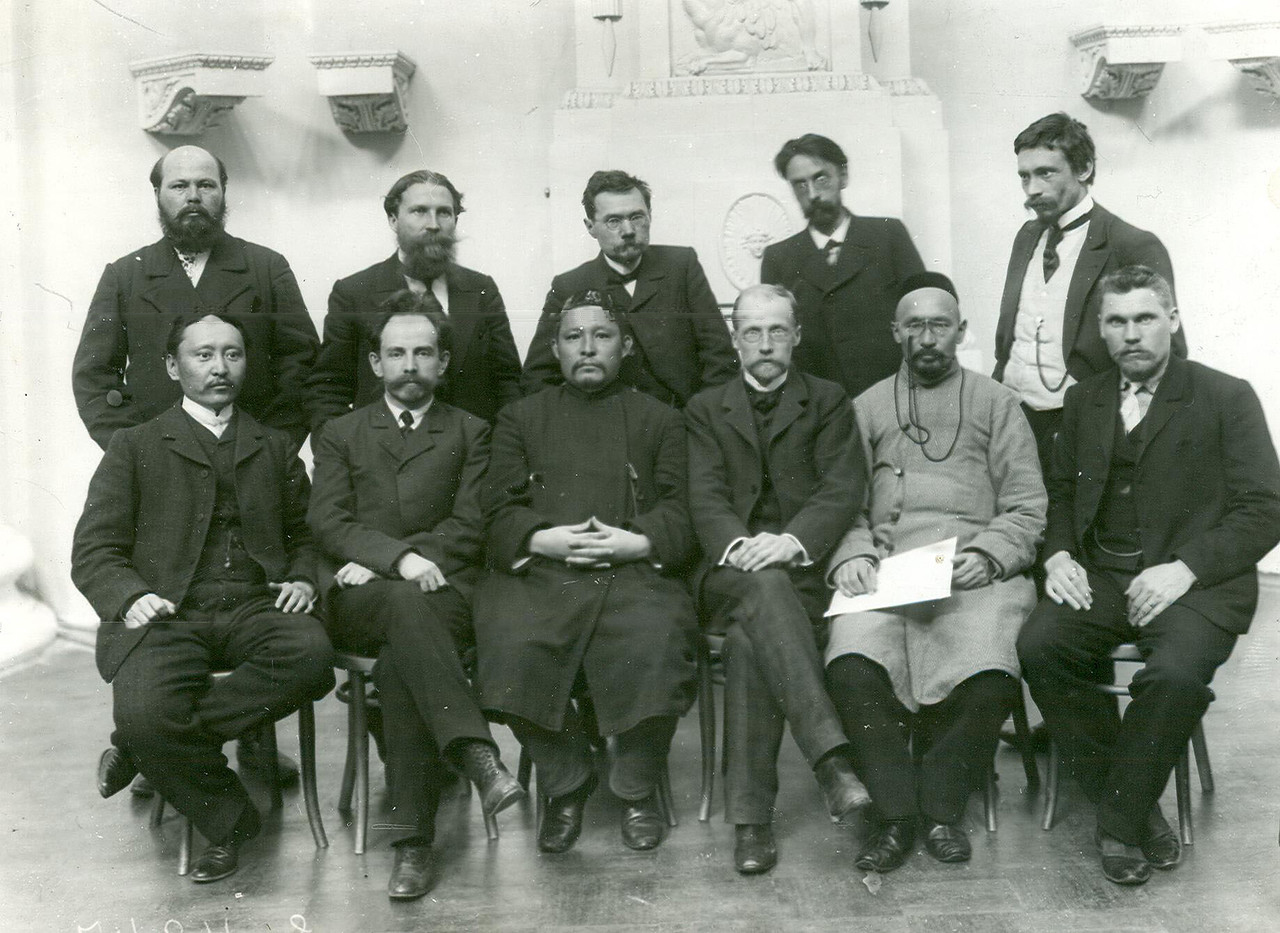
Депутаты 2-й Думы от Сибири и Степного края, И. П. Лаптев, сидит 3-й справа.

15 июня 1906 года Иннокентий Лаптев был избран депутатом I Государственной думы от Сибирского казачьего войска, за него проголосовало 42 выборщика, против — 24. Однако в думе он почти не успел поработать, так как прибыл за десять дней до её роспуска. Подписал воззвание «Народу от народных представителей», однако в отличие от других депутатов-подписантов он подписал её в Санкт-Петербурге, а не в Выборге, в связи с чем не был осуждён и лишён гражданских прав.
12 февраля 1907 года на выборах депутата II Государственной думы от Сибирского казачьего войска, прошедших в Омске, он был повторно избран депутатом думы, «за» проголосовало 65 выборщиков, «против» — семь. Во второй думе он инициировал создание сибирской парламентской группы, являлся её председателем. В обоих созывах думы входил во фракцию Партии демократических реформ, участвовал в работе постоянной финансовой и временной аграрной комиссиях. 3 июня 1907 года согласно избирательному закону Сибирское казачье войско лишили права иметь своего представителя в Государственной думе, поэтому Лаптев перестал являться депутатом.
В 1915 году Иннокентий Лаптев был избран в Государственный совет Российской империи.
После Февральской революции поддержал Временное правительство и в качестве его комиссара прибыл в Омск в марте 1917 года, однако скоропостижно скончался 24 сентября того же года. Похоронен на Казачьем кладбище (захоронение не сохранилось).